# Nowa Wieś (wieś w powiecie olsztyńskim)
Nowa Wieś (niem. Neu Bartelsdorf) – wieś w Polsce, położona w województwie warmińsko-mazurskim, w powiecie olsztyńskim, w gminie Purda. W latach 1975–1998 miejscowość administracyjnie należała do województwa olsztyńskiego.
Wieś sołecka położona 19 km na południowy wschód od Olsztyna, 5 km od Butryn, na terenie Nadleśnictwa Olsztyn. We wsi jest kościół,  sklep, klub, przychodnia lekarska, punkt pocztowy, remiza strażacka. Przez Nowa Wieś przebiega Niebieski szlak rowerowy gminy Purda (Olsztyn-Butryny), Czerwony szlak rowerowy gminy Purda (Olsztyn-Łajs). 4 km na południowy wschód znajduje się urocza letniskowa osada Łajs położona na historycznej granicy Warmii i Mazur.
Nowa Wieś, położona między lasami, rozwinęła się dzięki przeróbce drewna. Obecnie w dużym stopniu jest to wieś rolnicza. We wsi mieści się niepubliczna szkoła podstawowa, przedszkole, ochotnicza straż pożarna, klub piłkarski „Leśnik Nowe Ramuki”, zabytkowy budynek dawnej karczmy z końca XIX wieku, zabytkowe drewniane chałupy z XVIII i XIX wieku oraz kapliczka przydrożna z XIX wieku. Kuźnia rozebrana została w 2006 roku (patrz zdjęcie w infoboksie).

## Historia
Osada została założona w latach 1801-1802 r. na karczowisku leśnym zarząd lasów królewskich. Osadnikami byli głównie mieszkańcy z powiatu nidzickiego i szczycieńskiego (ewangelicy i katolicy, Polacy i Niemcy). Pierwszym sołtysem był Tomasz Dominik, Mazur spod Jedwabna. Przysięgę sołecką złożył w języku polskim w 1816 r. W 1828 r. wybudowano szkołę wiejską była to szkoła ewangelicka, wyznaniowa. Po założeniu wsi należała ona do parafii ewangelickiej w Olsztynie, jednak na prośbę mieszkańców w 1804 r. zmieniono przynależność do parafii w Jedwabnie. Mieszkańcy argumentowali, że mówią po mazursku a duchowni w Olsztynie pochodzenia niemieckiego „nie mówia w tej mozie” (mazurskiej czyli polskiej). W 1820 r. we wsi było 35 domów ze 178 mieszkańcami. W 1825 r. we wsi mieszkało już 221 osób.
W 1855 r. wieś została zalana wodą, do wielu domów nawet w czasie lata można było dostać się tylko łodzią. Po dwóch latach wybudowano nowy kanał, który osuszył dawne moczary i bagna pomiędzy Nową Wsią, Jaśniewem (Nowy Przykop) i Przykopem.
Kiedy w 1871 r. zlikwidowano hutę szkła w pobliskim Jełguniu, wielu tamtejszym Mazurów przeniosło się do Nowej Wsi. W 1871 r. powstała w Nowej Wsi parafia ewangelicka (proboszczowie dojeżdżali z Olsztyna), początkowo nabożeństwa odbywały się w stodole. Pierwszy proboszcz o nazwisku Krosta, rozpoczął budowę plebanii. Budowę dokończył kolejny proboszcz - Zapadka. Budowę kościoła rozpoczął proboszcz Hassenstein, kamień węgielny położono w 1883 roku. Kościół neogotycki, usytuowany na wzgórzu, zbudowano w 1888 r. Od tej pory parafia miała swojego proboszcza na miejscu - Carl Mensing. W tym czasie we wsi założono przy kościele cmentarz, później wybudowano wieżę kościelną. W wieży umieszczono dwa dzwony. W 1902 r. powstała wiejska biblioteka oraz nowa szkoła. W 1903 r. uruchomiono urząd pocztowy. W 1907 r. wybudowano kolejną szkołę, tym razem z przeznaczeniem dla klas początkowych. Nauczano w niej religii, zarówno ewangelickiej jak i katolickiej. W tym czasie we wsi była także leśniczówka i tartak.
W 1978 tutejszy kościół został przejęty przez katolików. Obecnie jest to filia parafii Butryny. Wcześniej planowano kościół zbudować w pobliskim Jełguniu nad jez. Jełguń (Obecnie Rezerwat przyrody Las Warmiński).

## Zabytki
- Neogotycki kościół na wzgórzu, dawniej ewangelicki, obecnie katolicki (filia parafii w Butrynach)
- Stary cmentarz ewangelicki na wzgórzu (funkcjonował do czasu powstania parafii ewangelickich w Nowej Wsi)
- Cmentarz przy kościele (dawny cmentarz ewangelicki)
- Budynek dawnej szkoły
- Zabudowa z chałupami mazurskimi

## Ludzie związaniu z miejscowością
Z Nową Wsią związany jest Warmiak Edward Cyfus, który mieszka tu od kilku lat.

## Sołectwo
Wieś stanowi sołectwo. Do sołectwa należą miejscowości: Nowy Ramuk i Łajs.